# Bandeira de Brabante do Norte
A bandeira de Brabante do Norte (em neerlandês:  vlag van Noord-Brabant ou Brabants Bont) é constituída pelo padrão de um tabuleiro de jogo contendo vinte e quatro quadrados nas cores vermelho e branco alternados. A bandeira era utilizada desde a Idade Média, mas caiu em desuso no século XVIII. Graças ao arquivista do Estado (rijksarchivaris), J. Smit, a bandeira voltou a ser utilizada. Ela tem sido a bandeira oficial de Brabante do Norte desde 1959. A bandeira da província de Antuérpia, na Bélgica, segue o mesmo padrão, mas faz uso das cores vermelha, branca, azul e amarelo.

## Projeto
A bandeira da província de Brabante do Norte foi criada pelo Provinciale Staten em 21 de janeiro de 1959 com o seguinte texto: "retangular, com quatro bandas horizontais, divididas em seis quadrados alternados de vermelho e branco, e seis bandas verticais, divididas em quatro quadrados alternados de vermelho e branco".

## História
A bandeira de Brabante do Norte remonta à Idade Média. As cores são vermelho e branco adotadas no Condado de Lovaina, durante o período lotaríngio, para os estandartes, bandeiras e galhardetes de Brabante. O Ducado de Brabante adotou estas cores. Durante a Idade Média e dois séculos após esta, a bandeira vermelho e branco foi muito utilizada. Eram vistas frequentemente em navios que passavam pelo porto de Antuérpia.
No final do século XVIII a bandeira caiu em desuso. Somente após 1959 é que a bandeira xadrez vermelho e branco passou a ser a bandeira oficial província de Brabante do Norte.

## Antiguidade

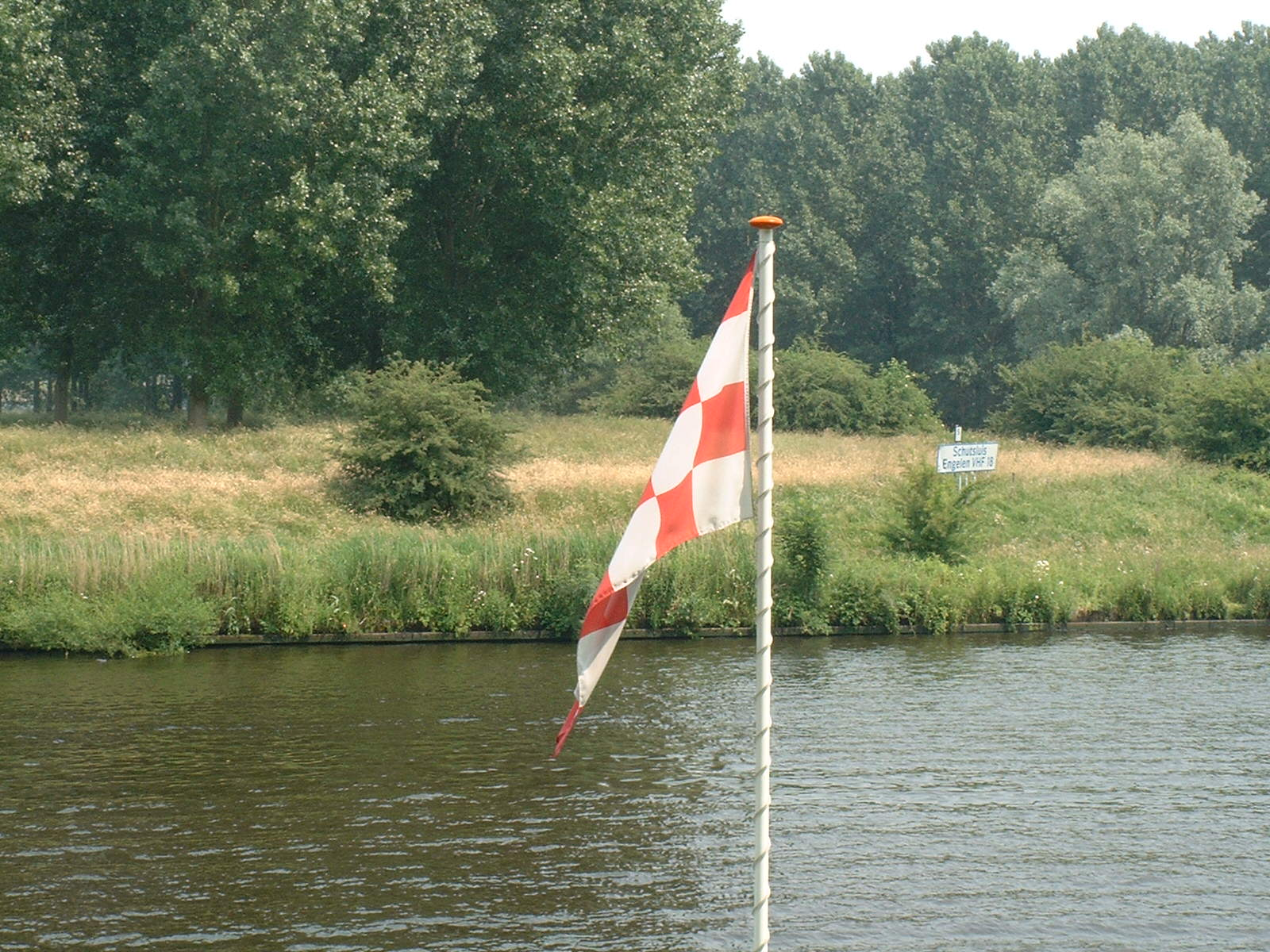
Bandeira de Brabante do Norte em Engelen.

A bandeira de Brabante do Norte é a mais antiga de todas as bandeiras das províncias neerlandesas, uma vez que sua origem, de facto, é tida como sendo na Idade Média. Por este motivo, desde 2006 ela está posicionada no Ridderzaal imediatamente à direita do trono da Rainha. Em ocasiões oficiais, a bandeira sempre é pendurada à esquerda, tendo como referência os espectadores. Desde o Prinsjesdag (em português:  Dia da Princesa) de 2006, a bandeira foi substituída pelo brasão de armas da província.